# Tewkesbury (canton)
Stoneham était un canton canadien du Québec situé au nord de la ville de Québec. Il fut proclamé officiellement le 4 mai 1800. En 1855, il se fusionne avec le canton de Stoneham pour devenir la municipalité de canton unis de Stoneham-et-Tewkesbury,.